# Jean Baptiste Vallin de La Mothe
Jean Baptiste Vallin de La Mothe (n. 1728 la Angoulême, Charente, Franța d. 7 mai 1800 la Angoulême, Charente, Franța) a fost un arhitect francez. A lucrat mult în Rusia, unde a colaborat la Micul Ermitaj și la Academia Imperială de Arte și Gostinîi Dvor din Sankt Petersburg și a realizat diferite alte lucrări la Petrodvoreț
1. ↑  Jean-Baptiste Michel Vallin de La Mothe, AGORHA, accesat în 9 octombrie 2017
2. ↑  Jean-Baptiste Michel Vallin de La Mothe, Frick Art Research Library Photoarchive
3. ↑  VALLIN DE LA MOTHE JEAN-BAPTISTE MICHEL, Encyclopædia Universalis, accesat în 9 octombrie 2017
4. ↑  Jean-Michel Vallin de la Mothe, Artnet, accesat în 9 octombrie 2017
5. ↑  RKDartists, accesat în 23 august 2017
6. ↑  Jean-Baptiste Michel Vallin de la Mothe, RKDartists, accesat în 9 octombrie 2017
7. ↑  Jean-Baptiste-Michel Vallen de la Motte [Vallin de la Mothe], Vallen de la Motte [Vallin de la Mothe], Jean-Baptiste-Michel[*]
8. ↑  Jean-Baptiste Michel Vallin de la Mothe, Brockhaus Enzyklopädie